# Teatr GuGalander

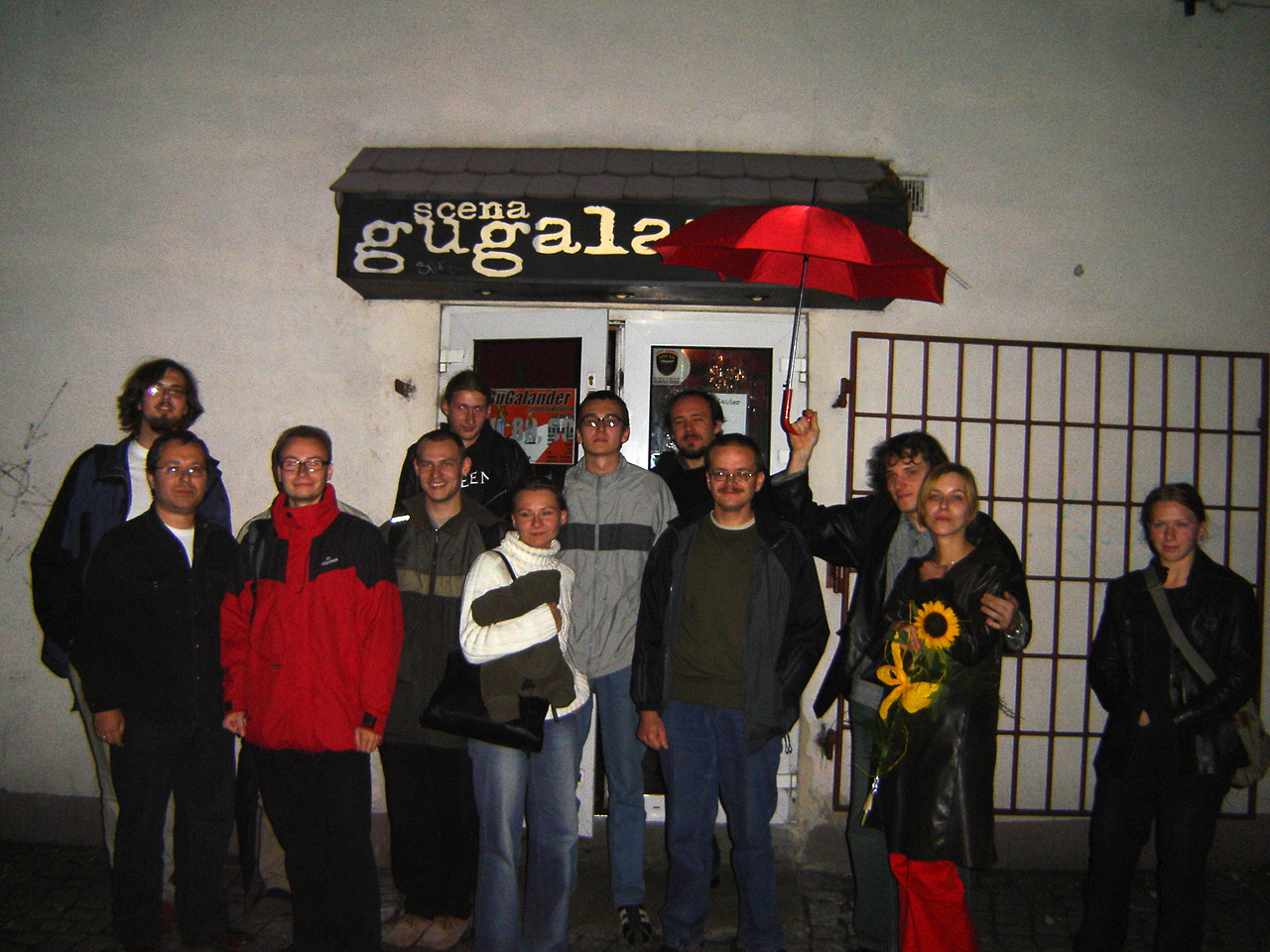
Wikipedyści przed wejściem do klubu

Teatr GuGalander (a dokładnie Scena GuGalander) − dawny teatr Katowic a od 1989 roku stowarzyszenie teatralne GUGALANDER.

## Historia
GuGalander jako teatr studencki powstał w 1986. Założyli go Dariusz Basiński, Sergiusz Brożek, Natalia Murzyn, Krzysztof Prus, Dariusz Rzontkowski i Tomasz Skorupa potem dołączyli Zuzanna Liskowacka i Cezary Kruszyna. W ciągu pierwszych pięciu lat istnienia Teatr działał w Katowicach-Ligocie, najpierw przy Wojewódzkiej Bibliotece Publicznej przy ul. Grzyśki, następnie w Miejskim Domu Kultury przy ul. Franciszkańskiej. Powstało wtedy szereg przedstawień w reżyserii Krzysztofa Prusa opartych na klasyce literatury (m.in. Ubu Król czyli Polacy Alfreda Jarry, Elektra Eurypidesa, Woyzeck Georga Büchnera) oraz form eksperymentalnych (Wieczór teatralny na podstawie propagandowych jednoaktówek z czasów sanacji).
W 1989 GUGALANDER (zarejestrowany przez Sergiusza Brożka jako GuGalander) uzyskał statut stowarzyszenia. W 1991 przeniósł się do własnej siedziby w centrum Katowic przy ul. Jagiellońskiej 17a, z czym wiąże się stopniowe odejście od twórczości teatralnej na rzecz budowy interdyscyplinarnego ośrodka kultury. Stały zespół aktorski przestał istnieć w połowie lat 90 a działający w nim aktorzy założyli Teatr Gry i Ludzie oraz Teatr Epty-a (od 1999 roku znany jako Mumio).

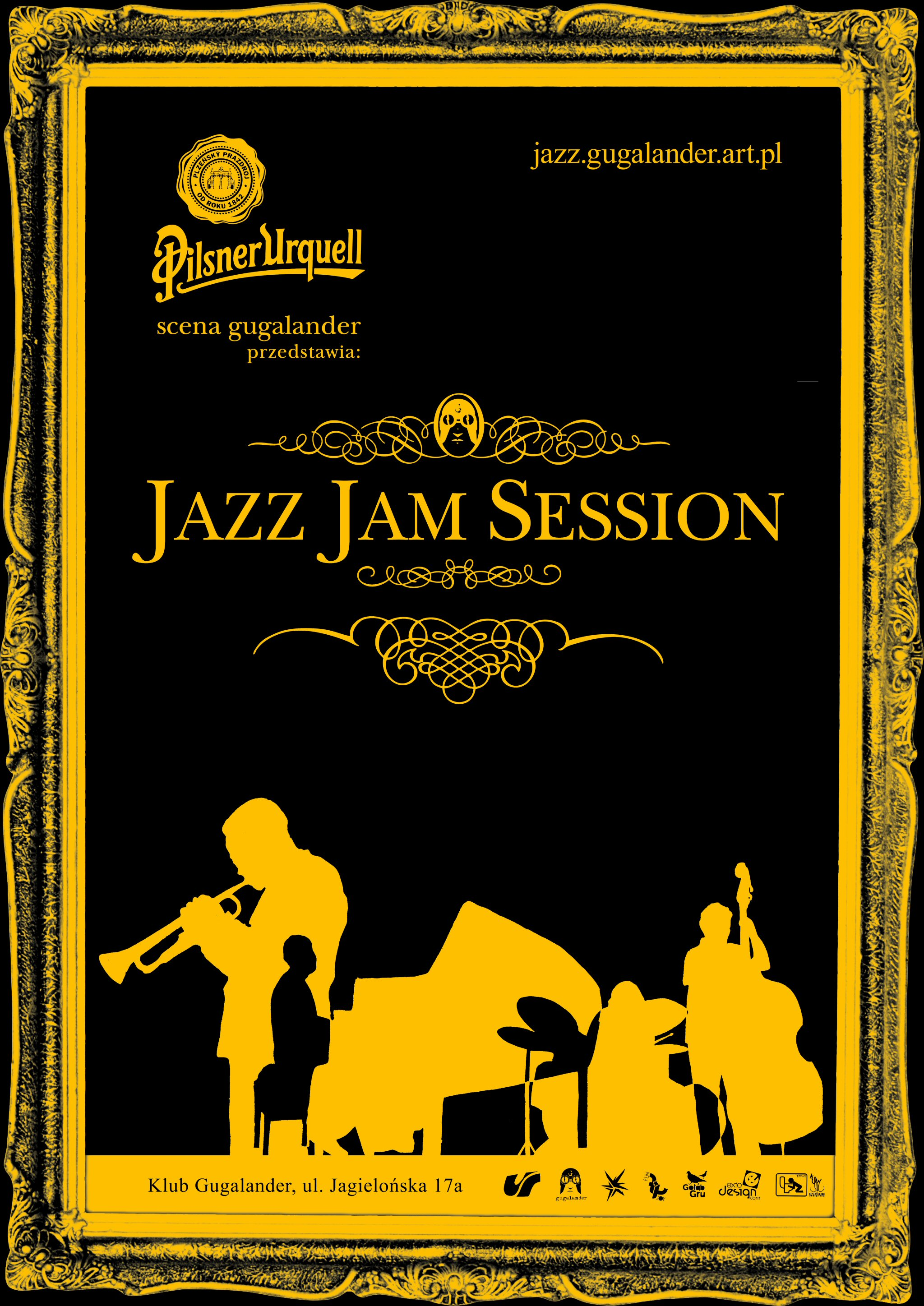
Plakat promujący Jazz Jam Session

W roku 1994 oficjalnie otwarto Autorski Ośrodek Sztuki Teatru GuGalander. Celem Ośrodka było "kreowanie wydarzeń artystycznych, ożywianie życia kulturalnego Katowic i Górnego Śląska: promocja współczesnych form teatralnych, popularyzacja i promocja różnych dziedzin sztuki, a także edukacja przez sztukę". W ramach ośrodka powstała między innymi Grupa Poetycka „Estakada" prowadzona przez Pawła Barańskiego,
W ramach Ośrodka działał Dyskusyjny Klub Filmowy oraz tzw. Mała Akademia Filmowa. Odbył się tu m.in. przegląd filmów śląskich Kazimierza Kutza, koncerty jazzowe, bluesowe, rockowe, muzyki awangardowej oraz spotkania znanych postaci kultury z publicznością. Przez pewien czas istniała scena impresaryjna.
Od listopada 2008 roku, klub organizował imprezy jazzowe Jam Session, której pomysłodawcami i organizatorami, było dwóch stałych bywalców klubu: Piotr Paczyński i Igor Karkoszka. Samorząd Studencki Uniwersytetu Śląskiego organizował również wieczorki poetyckie typu slam.
W kwietniu 2010 w ramach Festiwalu Filmów Niezależnych kilOFF w klubie miały miejsce m.in. wykłady Grzegorza Kmity oraz Jarosława Lipszyca na temat wolnego oprogramowania, koncert Brudnych Dzieci Sida, czy przegląd filmów Xawerego Żuławskiego.
W 2014 roku klub zakończył działalność a w lokalu w którym się mieścił otwarty został klub Prokultura.